# Quadroppia expansa
Quadroppia expansa är en kvalsterart som först beskrevs av Ohkubo 1995.  Quadroppia expansa ingår i släktet Quadroppia och familjen Quadroppiidae. Inga underarter finns listade i Catalogue of Life.